# Indomolannodes hydorn
Indomolannodes hydorn är en nattsländeart som beskrevs av Malicky och Chantaramongkol 1991. Indomolannodes hydorn ingår i släktet Indomolannodes och familjen skivrörsnattsländor. Inga underarter finns listade i Catalogue of Life.